# 卡雷爾·貝德日赫
卡雷爾·貝德日赫（捷克語：Karel Bedřich，1593年10月18日—1647年5月31日），奧萊希尼察公爵，卡雷爾二世之子，1617年至1647年在位。

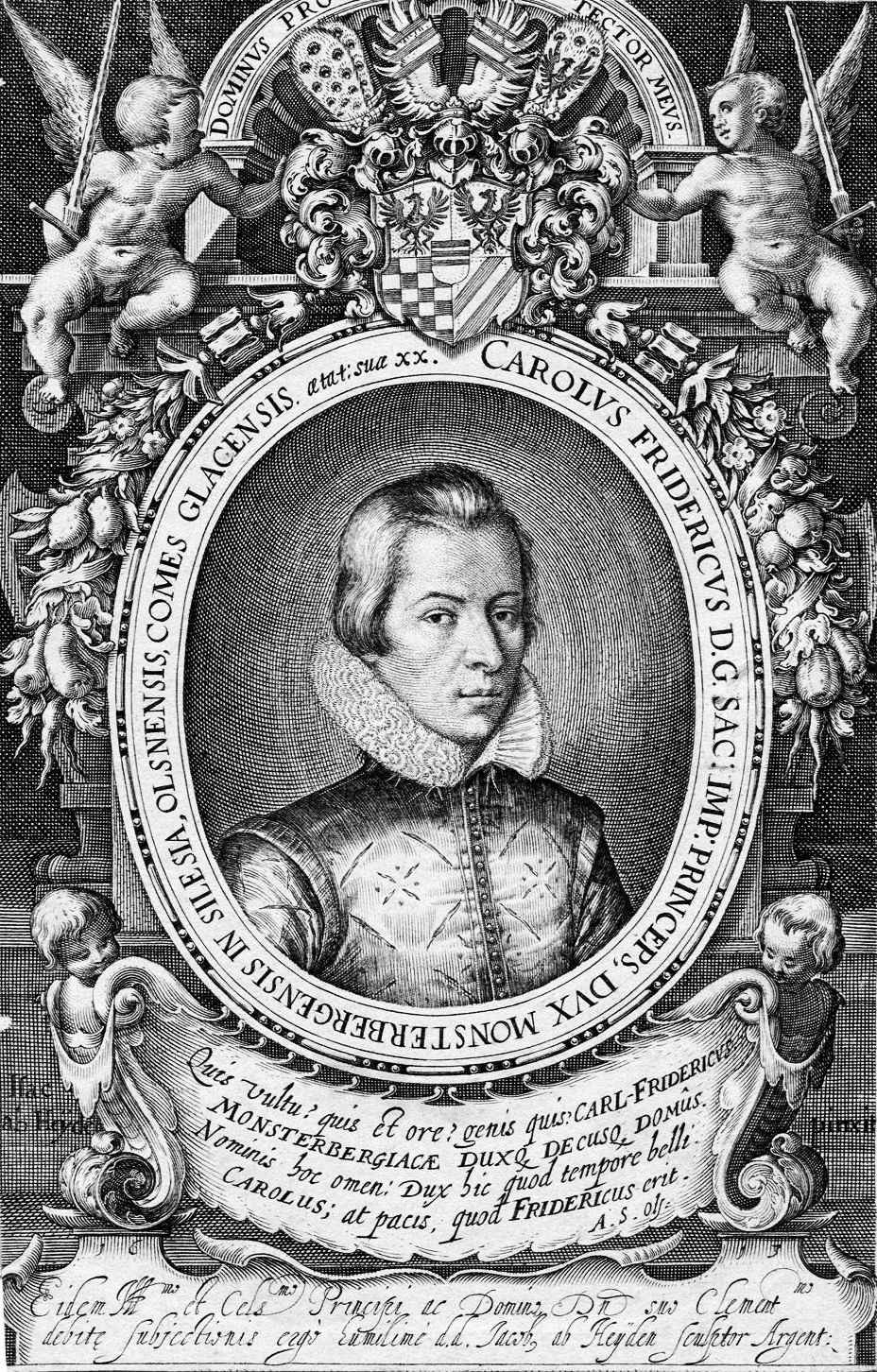
卡雷爾·貝德日赫

父親卡雷爾二世去世後，卡雷爾·貝德日赫繼承奧萊希尼察，在哥哥因德日赫·瓦茨拉夫於1639年去世後亦繼承別魯圖夫。1647年卡雷爾·貝德日赫去世，奧萊希尼察由其女婿，符騰堡的希爾維烏斯一世·寧錄繼承。